# Februar 1998
Portal Geschichte | Portal Biografien | Aktuelle Ereignisse | Jahreskalender | Tagesartikel

◄ |
19. Jahrhundert |
20. Jahrhundert
| 21. Jahrhundert

◄ |
1960er |
1970er |
1980er |
1990er
| 2000er | 2010er | 2020er | ►

◄ |
1994 |
1995 |
1996 |
1997 |
1998
| 1999 | 2000 | 2001 | 2002 | ►

◄ |
November 1997 |
Dezember 1997 |
Januar 1998 |
Februar 1998 |
März 1998 |
April 1998 |
Mai 1998 |
►
Dieser Artikel behandelt tagesbezogene Nachrichten und Ereignisse im Februar 1998.

## Tagesgeschehen

### Sonntag, 1. Februar 1998
- Melbourne/Australien: Der Tscheche Petr Korda gewinnt das Herreneinzel der Australian Open 1998 gegen Marcelo Ríos. In drei Sätzen schlägt er den Chilenen mit jeweils 6-2 und gewinnt mit einem 3-0 seinen einzigen Grand-Slam-Titel.[1]

- Brüssel/Belgien: Die 1995 vereinbarten Assoziierungsabkommen zwischen der Europäischen Union und Estland, Lettland sowie Litauen treten in Kraft.[2]

### Montag, 2. Februar 1998
- Sumagaya/Philippinen: Eine Douglas DC-9-32 (RP-C1507) der philippinischen Cebu Pacific prallte auf den Philippinen beim Anflug auf Cagayan de Oro gegen einen Berg. Keiner der 104 Insassen an Bord überlebte.[3] Die Ursache des Unfalls von Flug 387 ist unklar. Vermutungen reichen von plötzlichen Abwinden, fehlerhaften Karten bis zu nicht ausreichender Ausbildung der Piloten.[4][5]

### Dienstag, 3. Februar 1998

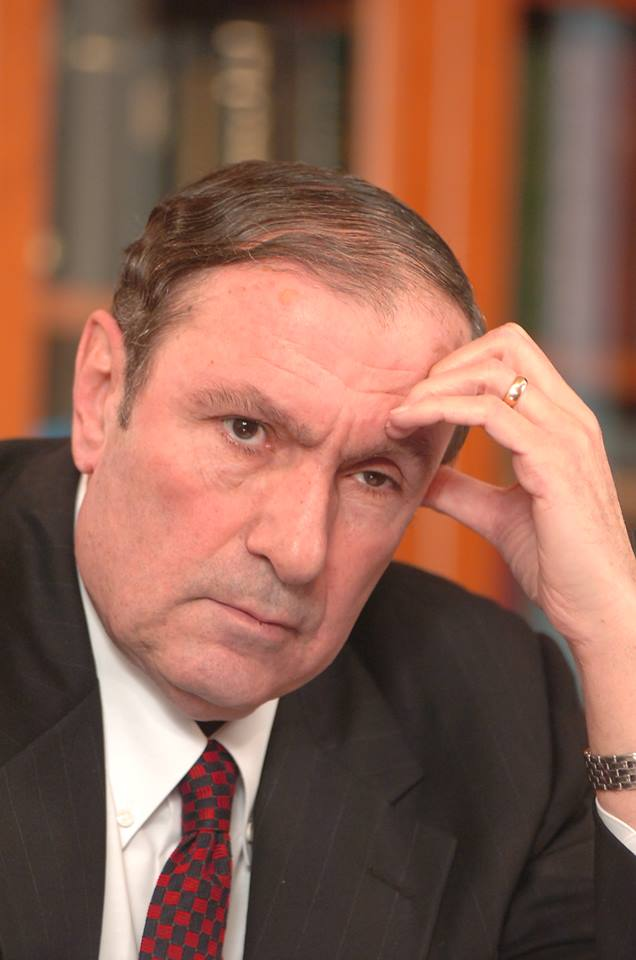
Lewon Ter-Petrosjan (2014)

- Jerewan/Armenien: Der erste Präsident Armeniens Lewon Ter-Petrosjan tritt zurück. Nach fast sieben Jahren als Präsident legt Ter-Petrosjan sein Amt nieder, als Unterstützer in der Regierung zurücktreten oder zu politischen Gegnern wechseln.[6]

- Cavalese/Italien: Ein US-amerikanisches Kampfflugzeug durchtrennt das Tragseil der von Cavalese auf die Alpe Cermis führenden Luftseilbahn. 20 Menschen sterben beim Absturz einer dort verkehrenden Kabine, darunter acht Deutsche. Die EA-6B Prowler trifft bei einem Tiefflug durch das Fleimstal das Tragseil der Gondel, diese stürzt daraufhin etwa 100 m in die Tiefe.

- Huntsville/Vereinigte Staaten: Die zweifache Mörderin Karla Faye Tucker wird durch eine letale Injektion in der Huntsville Unit hingerichtet.[7]

### Mittwoch, 4. Februar 1998
- Tachar/Afghanistan: Im Norden Afghanistans kommt es zu einem Erdbeben der Stärke 6,1 auf der Richterskala. Es sterben mindestens 1.800, laut Ärzte ohne Grenzen sogar bis 4.000.[8] Außerdem werden etwa 4.000 Leute verletzt, 1.500 Häuser zerstört und damit 20.000 Personen obdachlos.[9]

### Donnerstag, 5. Februar 1998
- Deutschland: Bei dem ersten Aktionstag gegen Arbeitslosigkeit protestieren 40.000 bis 50.000 Bürger in über 100 Städten für mehr Jobs und eine sicherere finanzielle Lage. Mit 4,8 Millionen Arbeitslosen ist die Quote so hoch wie noch nie in den letzten Jahren.[10]

### Freitag, 6. Februar 1998
- Ajaccio/Frankreich: Der Präfekt der Insel Korsika Claude Erignac wird von Nationalisten getötet. Vor dem Theater in der Inselhauptstadt treffen ihn drei Schüsse aus nächster Nähe. Der Schütze, Yvan Colonna, wird zu lebenslänglicher Haft verurteilt.[11] Er stirbt nach einem Angriff durch einen Mithäftling im Krankenhaus. Dies löst weitere Proteste durch Nationalisten auf Korsika aus.[12]

### Samstag, 7. Februar 1998
- Nagano/Japan: Die Olympischen Winterspiele 1998 werden eröffnet.[13]

### Montag, 9. Februar 1998

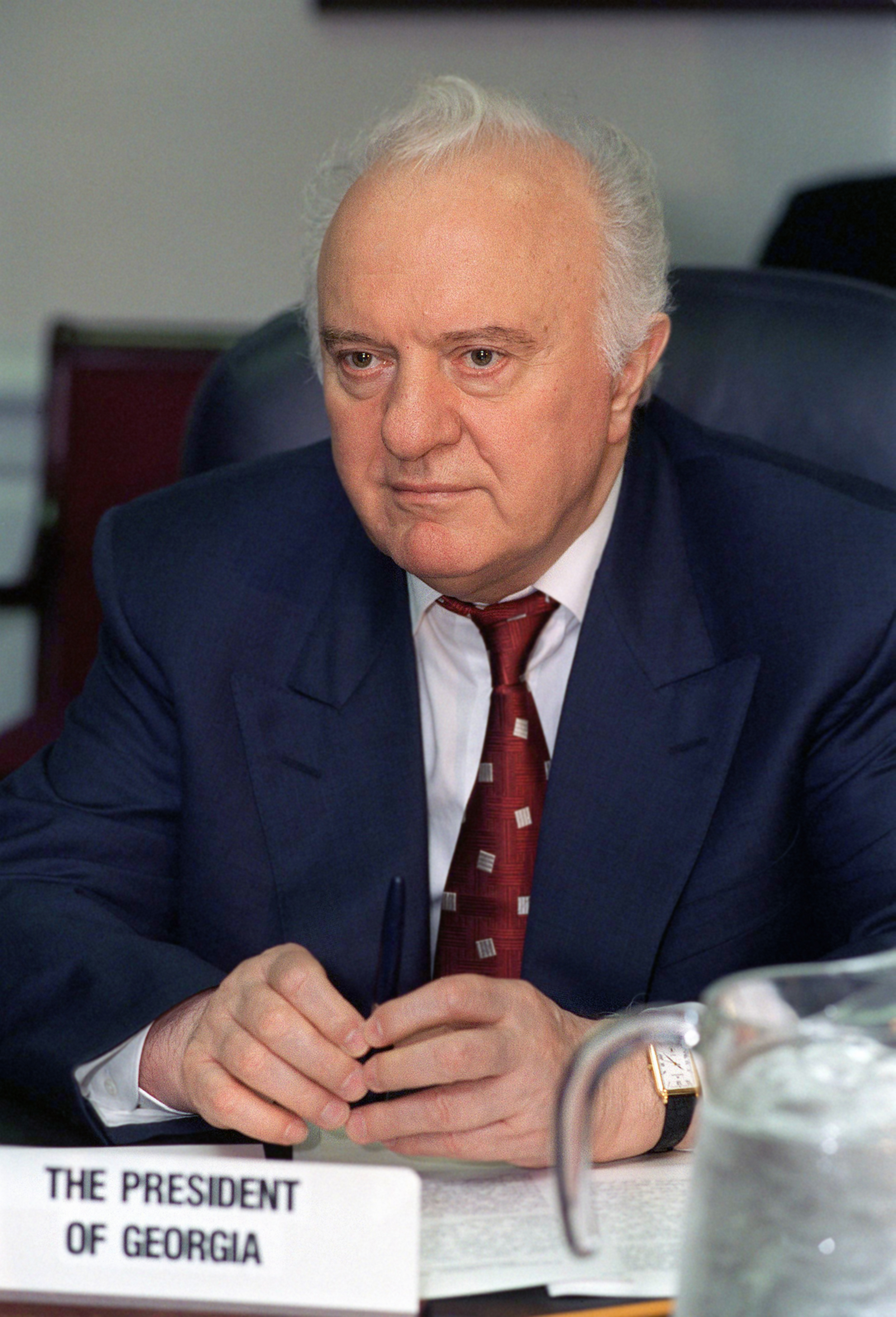
Eduard Schewardnadse (1997)

- Tiflis/Georgien: Auf den georgischen Präsidenten Eduard Schewardnadse wird ein Attentat verübt. Seine Wagenkolonne wird auf dem Weg zu seiner Residenz mit Maschinenpistolen und Granatwerfern attackiert. Schewardnadse bleibt in seinem gepanzerten Mercedes-Benz 600, einem Geschenk der Bundesregierung, unverletzt. Später bekennt sich der tschetschenische Rebellenführer Salman Radujew zu dem Anschlag.[14]

### Dienstag, 10. Februar 1998
- Görlitz und Konstanz/Deutschland: Zwei Zollbeamte an der polnischen Grenze bei Görlitz werden bei der Durchsuchung eines Reisebusses erschossen. Der Täter wird beim Fluchtversuch festgenommen. Wenige Stunden später werden an der schweizerischen Grenze in der Nähe von Konstanz ebenfalls zwei Beamte des Zolls getötet. Bei dem Versuch, die Grenze zu durchbrechen, erschießt ein Italiener einen deutschen und einen schweizerischen Beamten.[15]

- Baku/Aserbaidschan: Das Parlament stimmt mit einer eindeutigen Mehrheit für die Abschaffung der Todesstrafe. Die Verfassung wird dementsprechend geändert.[16]

### Donnerstag, 12. Februar 1998
- Brüssel/Belgien: Das Tabak-Werbeverbot wird vom Rat der Europäischen Union verabschiedet.[17]

### Freitag, 13. Februar 1998
- Bonn/Deutschland: Der Bundestag verabschiedet das Hochschulrahmengesetz zur Regelung des Hochschulwesens. Obwohl die Koalition, bestehend aus CDU und FDP das Gesetz mehrheitlich ablehnen, schafft es die Opposition aus SPD und Grünen, das Rahmengesetz durch den Bundestag zu bringen.[18]

- Canberra/Australien: Eine Mehrheit stimmt in der Verfassungskonferenz für die Abschaffung der Monarchie in Australien und damit die Bildung einer Republik. Dies wird jedoch nicht umgesetzt, da sich 1999 eine Mehrheit der Bürger dagegen entscheidet.[19]

### Samstag, 14. Februar 1998
- Yaoundé/Kamerun: In der Nähe der Hauptstadt kommt es zu einer Explosion durch die Kollision zweier mit Erdöl gefüllten Kesselwagen. Dabei sterben mindestens 200 Menschen.[20]

### Sonntag, 15. Februar 1998
- Nikosia/Zypern: Glafkos Klerides wird zum Präsidenten von Zypern wiedergewählt. Gegen den Herausforderer George Iakovou setzt er sich mit 50,8 zu 49,2 % der Stimmen durch. Der Gründer der Dimokratikos Synagermos bekleidet somit zum zweiten Mal dies Amt.[21]

### Montag, 16. Februar 1998

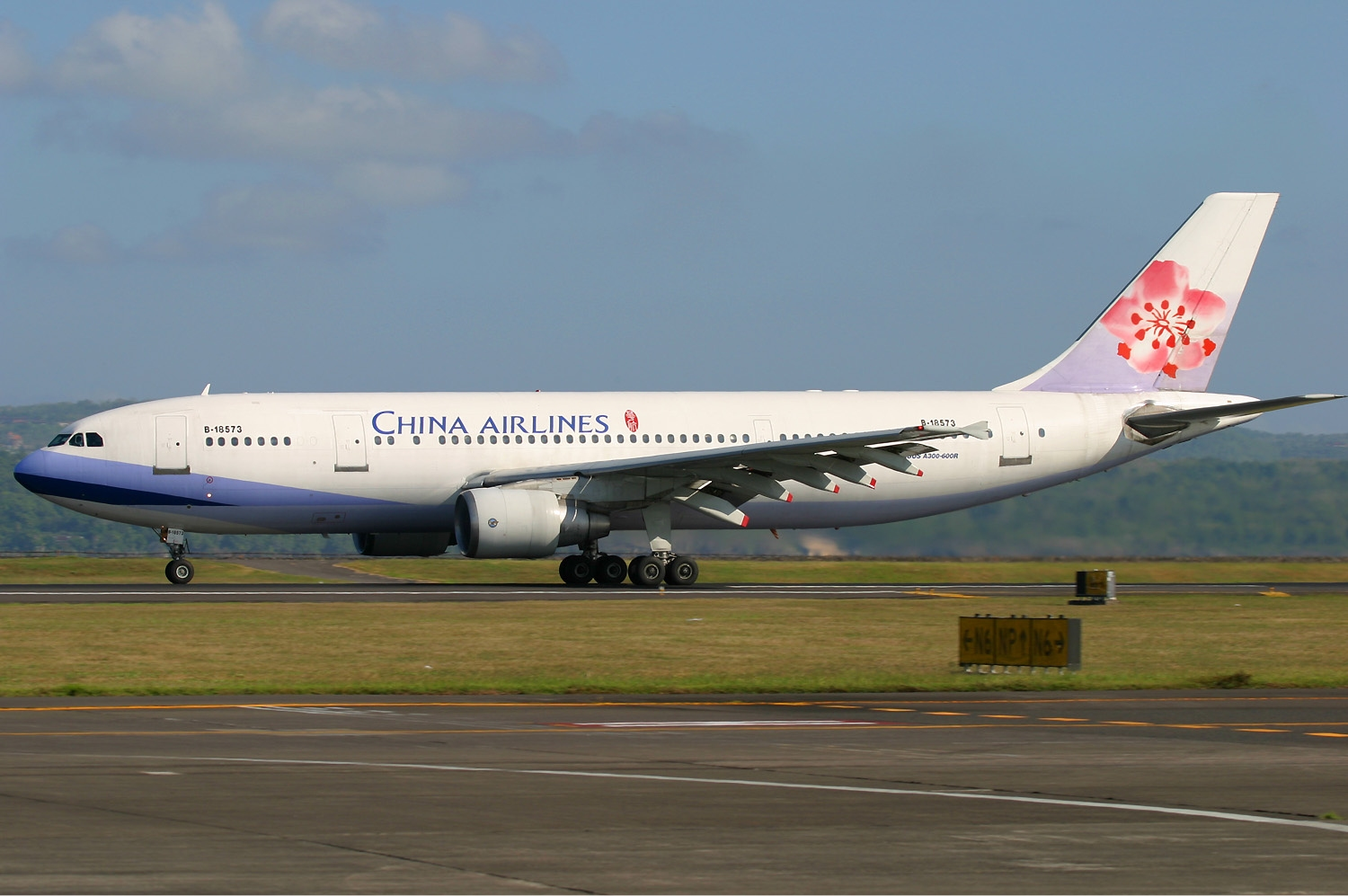
Ein baugleicher Airbus A300 der China Airlines

- Taipeh/Republik China: Der China-Airlines-Flug 676 stürzt in der Nähe des Flughafen Taipeh-Chiang Kai-shek ab. Alle 196 Insassen, sowie 7 Personen auf dem Boden sterben, als der Airbus A300 in mehrere Häuser prallt und Feuer fängt. Beim Landeanflug ist das Flugzeug knapp 1000 Fuß (ca. 305 m) zu hoch und die Piloten leiten ein Durchstartmanöver ein. Dabei kommt es zu einem Strömungsabriss und das Flugzeug schlägt neben der Landebahn auf. Als Unfallursache wird eine schlechte Kommunikation und Reaktion der Piloten genannt.[22]

### Dienstag, 17. Februar 1998
- Karlsruhe/Deutschland: Das Bundesverfassungsgericht befindet in seinem 10. Rundfunk-Urteil, dass eine nachrichtenmäßige unentgeltliche Fernsehkurzberichterstattung möglich sein muss, um Informationsmonopole zu verhindern. Bei berufsmäßig durchgeführten Veranstaltungen ist ein Entgelt zumutbar.[23]

### Donnerstag, 19. Februar 1998
- Liebefeld/Schweiz: Ein versuchter Lauschangriff des israelischen Geheimdienst Mossad im schweizerischen Liebefeld bei Bern scheitert. Bei der Aktion gehen die Agenten so lautstark vor, dass die Polizei alarmiert wird und sie überraschen und verhaften kann.[24]

### Samstag, 21. Februar 1998
- Vatikanstadt: Papst Johannes Paul II. hat in seinem siebten Konsistorium die bisherige Höchstzahl an Kardinalskreierungen überboten. Zu diesem Zeitpunkt hat er 159 Kardinäle kreiert (bisherige Höchstzahl: Leo XIII. mit 147 Kardinälen). Unter den neu kreierten Kardinälen waren Christoph Schönborn und Francis George.

### Sonntag, 22. Februar 1998

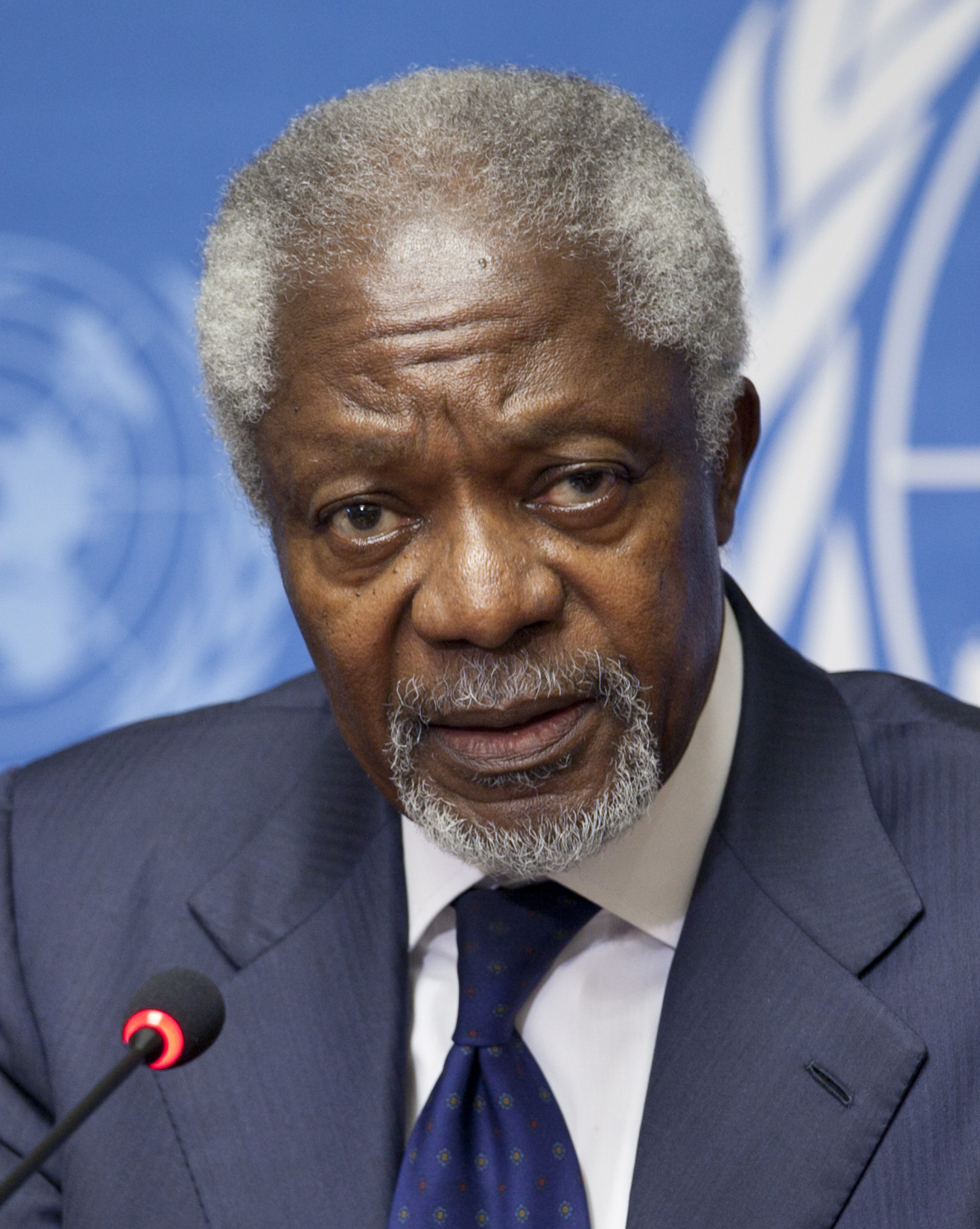
Kofi Annan (2012)

- Bagdad/Irak: Der UN-Generalsekretär Kofi Annan und der Vizepremierminister Iraks Tariq Aziz unterzeichnen ein Abkommen, das der UN Zugang zu allen Waffenlagern und Präsidialgebäuden in Irak billigt. Damit soll die Krise beendet werden.[25]

### Dienstag, 24. Februar 1998
- Tel Aviv/Israel: Dani Jatom tritt als Geheimdienstchef des Mossad zurück, nachdem innerhalb eines halben Jahres zwei Einsätze des israelischen Geheimdienst missglückt sind.[26]

### Samstag, 28. Februar 1998
- Drenica/Kosovo: Es kommt zu Kämpfen zwischen der serbischen Polizei und Angehörigen der albanischen Befreiungsarmee UÇK. Dabei werden 29 Menschen getötet. Infolgedessen bricht der Kosovokrieg aus.[27]